# Przytulia błotna
Przytulia błotna (Galium palustre L.) – gatunek rośliny z rodziny marzanowatych. Występuje w niemal całej Europie, w umiarkowanej strefie w Azji, w północno-zachodniej Afryce oraz w północno-wschodniej Ameryce Północnej. Jako gatunek introdukowany rośnie też w północno-zachodniej Ameryce Północnej, w Australii i Nowej Zelandii oraz w Argentynie. W Polsce jest pospolity.

## Morfologia

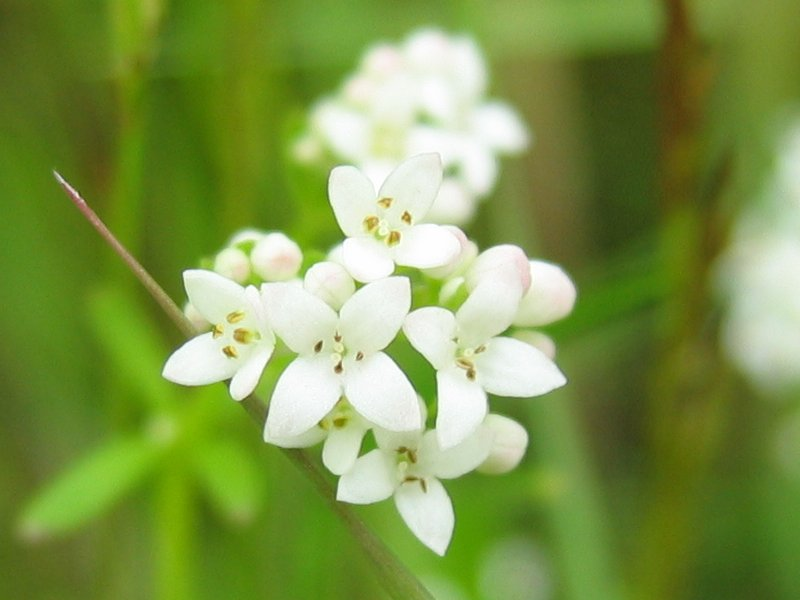
Kwiaty

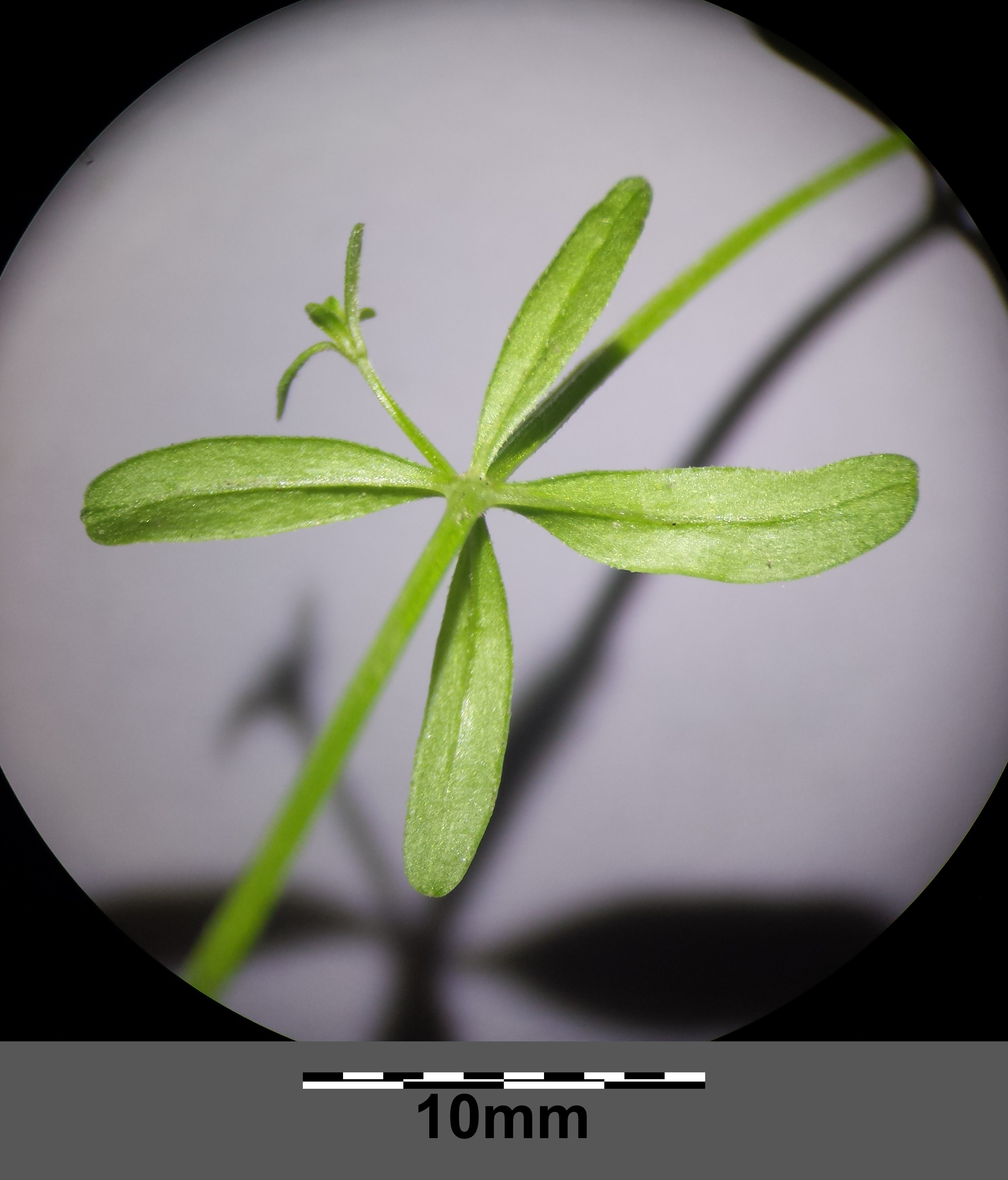
Okółek liści

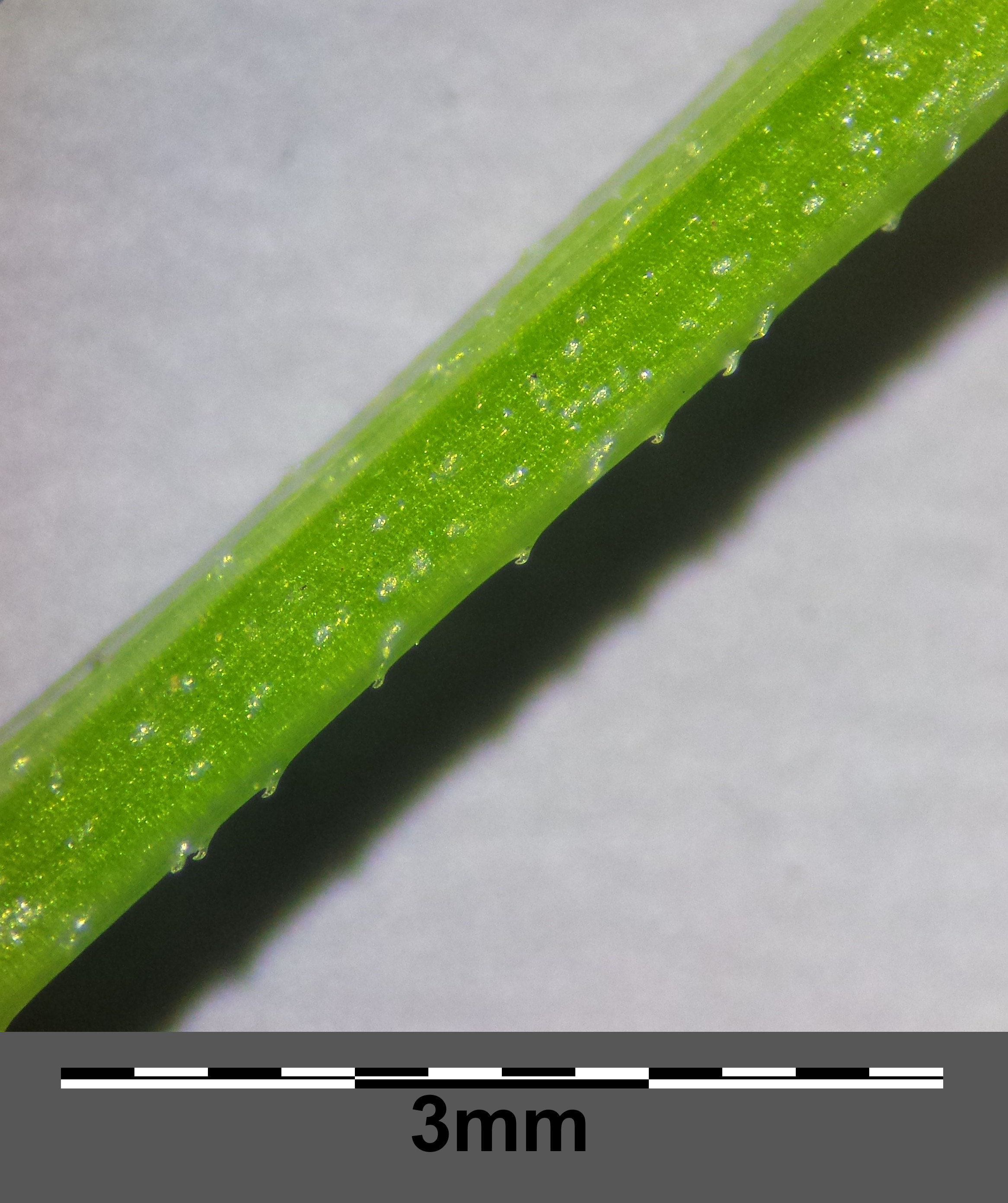
Łodyga

ŁodygaCienka i wiotka, pokładająca się i podnosząca, gładka lub nieco szorstkozadzierzysta. Osiąga długość 15–35(55) cm. Cała roślina po zasuszeniu czernieje.
LiścieRównowąskopodługowate lub odwrotnie jajowatolancetowate, cienkie, o długości 0,5–1,2 cm. Wyrastają w okółkach, przeważnie po 4, rzadziej po 5–6.
KwiatyZebrane w luźną wiechę wyrastającą na szczycie łodygi. Kwiaty o średnicy 2,5–3,5 mm, przeważnie 4–krotne, o białych płatkach i czerwonych pylnikach. Zapylane są przez muchówki i błonkówki  Wyrastają  na szypułkach o długości 1–2 mm.
OwocKuliste, pokryty drobnymi brodawkami rozłupki.
Gatunek podobnyNa podobnych, mokrych siedliskach występuje przytulia bagienna G. uliginosum też o szorstkich łodygach i liściach. Różni się tym, że w okółkach ma 5–8 liści, pylniki żółte, po zasuszeniu nie czernieje.

## Biologia i ekologia
Bylina, hemikryptofit. Kwitnie od maja do sierpnia. Występuje na brzegach wód, mokrych łąkach i na bagnach. W klasyfikacji zbiorowisk roślinnych, gatunek charakterystyczny  dla związku (All.) Magnocaricion. Liczba chromosomów 2n = 24.